# Julie Pietri
Nicole Juliette Pietri, meglio nota come Julie Pietri o anche solo come Julie (Douera, 1º maggio 1955), è una cantante francese.

## Biografia
Nata in Algeria da genitori francesi, dopo l'indipendenza dello stato nordafricano come altri pieds-noirs a 14 anni emigra in Francia e si stabilisce con la famiglia a Saint-Germain-en-Laye. Muove i primi passi in ambito musicale con il gruppo Transit des chansons, con cui nel 1975 incide il singolo "On s'est laissés faire", e in seguito si unisce alla Bande à Basile, un gruppo pop-folk che nei costumi di scena si ispirava alla commedia dell'arte.
Fa il suo esordio da solista nel 1979, dopo aver vinto un'audizione della CBS per interprare la cover francese del brano "Magdalena", che nell'interpretazione di Calderon era stato un grande successo in Spagna. Il silgolo, inciso semplicemente come "Julie", vende oltre 500 000 copie  e le permette di registrare il primo album, sotto la produzione di Jean Schultheis (anche autore di tre brani).
Dopo alcuni singoli di buon successo e fortunate collaborazioni con Sacha Distel e Herbert Léonard, a metà degli anni '80 decide di rompere con il produttore Claude Carrère (a cui era legata dal 1981) e di affrontare un percorso musicale più maturo. Nel 1986 adotta il nome Julie Pietri e incide il singolo "Ève lève-toi", dal sound arabeggiante e dal testo femminista. Il brano ha un successo dirompente, arrivando al primo posto in classifica e vendendo oltre un milione e mezzo di copie. Sulla scia del buon risultato del brano e del relativo album Le Premier Jour la Petri intraprende un lungo e fortunato tour, esibendosi tra l'altro all'Olympia di Parigi.
Nel 1992 la Petri ha una figlia e decide di abbandonare momentaneamente le scene per dedicarsi alla famiglia. Nel 1995 pubblica Féminin Singulière, un album composto da 5 brani inediti e da 8 successi riarrangiati, e fa un breve tour di concerti acustici. Nel 2000 reincide in versione dance "Ève lève-toi" e nel 2003 vince lo show musicale per vecchie glorie Retour Gagnant ("Ritorno alla vittoria"), il che le permette di incidere un nuovo album e dopo anni di rientrare in classifica con il singolo "Si on parlait de ma vie". Nel 2007 torna inoltre a esibirsi all'Olympia.

## Discografia

### Album in studio
- 1982 : Julie
- 1985 : À force de toi
- 1987 : Le Premier Jour
- 1989 : La Légende des madones
- 1995 : Féminin singulière
- 2003 : Lumières
- 2007 : Autour de minuit

### Albums live
- 2007 : Julie Pietri à l'Olympia (CD + DVD)
- 2009 : Autour de minuit, l'intégrale

### Raccolte
- 1992 : Collection Or Julie Pietri (rieditato nel 1995, 1997 e 2001)
- 2000 : Ève lève-toi
- 2014 : L'Amour est en vie
- 2015 : L'Essentiel